# 府河镇
府河镇，是中华人民共和国湖北省随州市曾都区下辖的一个乡镇级行政单位。

## 行政区划
府河镇下辖以下地区：
骆家河社区、银山坡村、拱桥河村、杜家冲村、四五嘴村、枣树坳村、神龙寨村、段家岗村、柿园河村、吓家河村、青龙城村、麦林岗村、白河滩村、姚家寨村、紫石铺村、冯家畈村、官堰堤村、董家岗村、严家畈村、姜家庙村、徐家垱村、陨潭铺村、钰山村、孔家畈村和沙门铺村。